# Drávaszabolcs, Baranya
Drávaszabolcs este un sat în districtul Siklós, județul Baranya, Ungaria, având o populație de 694 de locuitori (2011). 

## Demografie
Componența etnică a satului Drávaszabolcs
     Maghiari (89,32%)
     Romi (6,27%)
     Croați (2,56%)
     Necunoscut (1%)
     Germani (0,85%)
     Alții (1%)
Componența confesională a satului Drávaszabolcs
     Romano-catolici (37,46%)
     Reformați (24,78%)
     Fără religie (13,11%)
     Necunoscută (24,21%)
     Atei (0,43%)
Conform recensământului din 2011, satul Drávaszabolcs avea 694 de locuitori. Din punct de vedere etnic, majoritatea locuitorilor (89,32%) erau maghiari, existând și minorități de romi (6,27%) și croați (2,56%). Apartenența etnică nu este cunoscută în cazul a 1,0% din locuitori. Nu există o religie majoritară, locuitorii fiind romano-catolici (37,46%), reformați (24,78%) și persoane fără religie (13,11%). Pentru 24,21% din locuitori nu este cunoscută apartenența confesională.